# جايمي هرنانديز
جايمي هرنانديز (بالإسبانية: Jaime Hernández Bertrán)‏ هو دراج إسباني، ولد في 18 يناير 1972 في برشلونة في إسبانيا.

## وصلات خارجية
- جايمي هرنانديز على موقع أرشيف الدراجات (الإنجليزية)
- جايمي هرنانديز على موقع إحصائيات الدراجات الإحترافية (الإنجليزية)
- جايمي هرنانديز على موقع نسبة الدراجات (الإنجليزية)